# Simpelveld (gemeente)

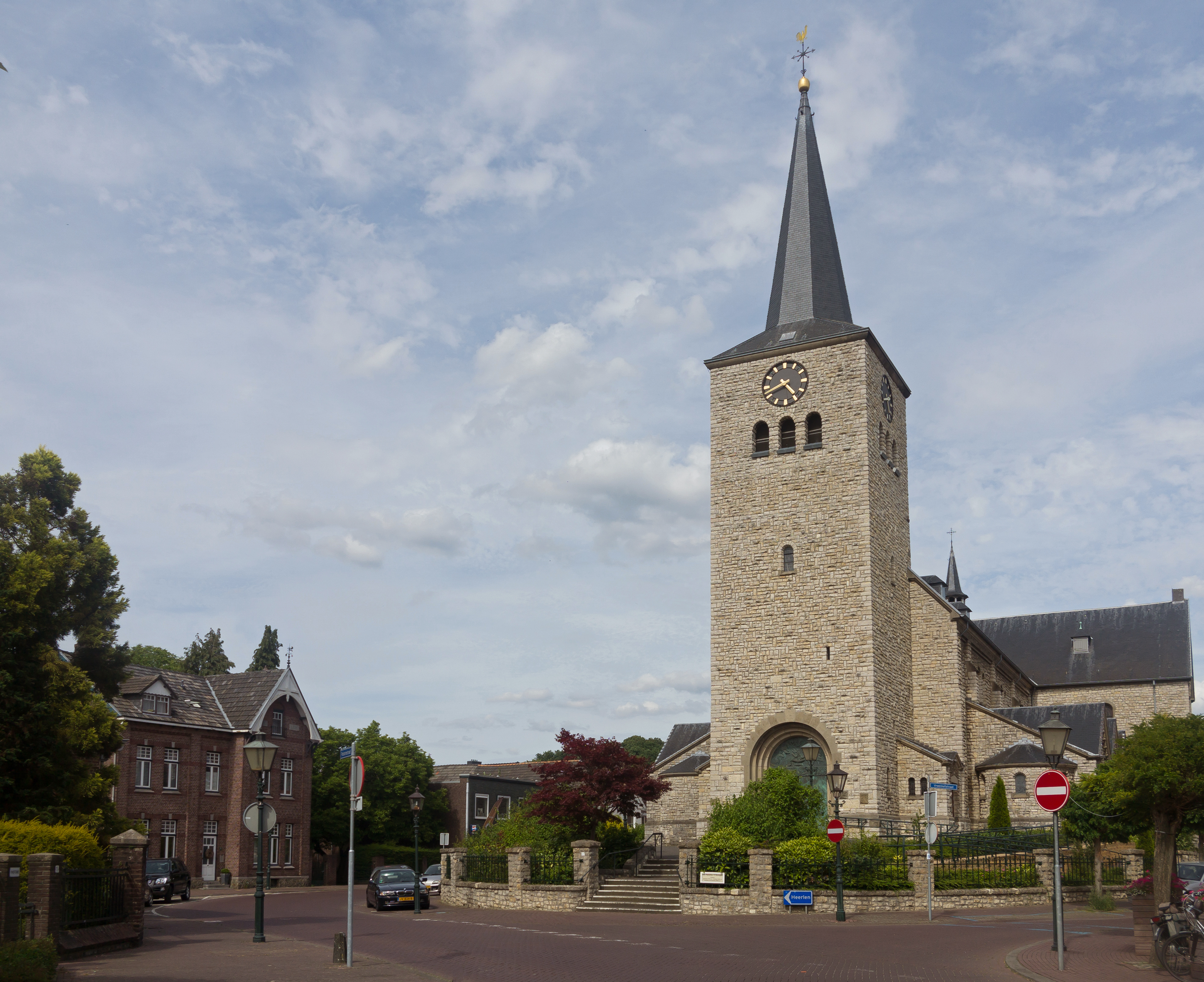
Simpelveld, de Sint-Remigiuskerk

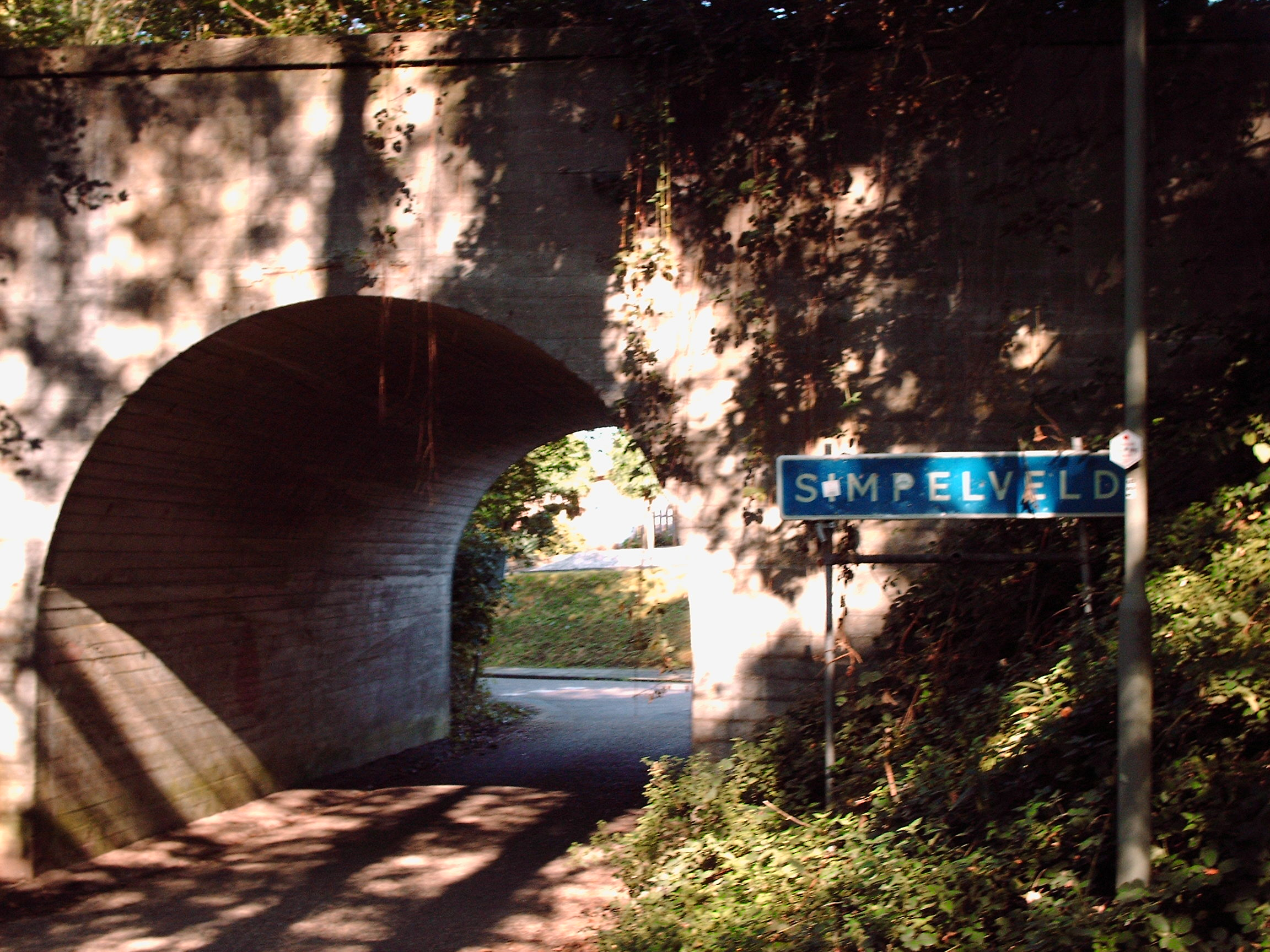
Bord Simpelveld, bij ingang Huize Damiaan.

Simpelveld (uitspraakⓘ) is een gemeente in de Nederlandse provincie Limburg. De gemeente telt 10.255 inwoners (22 november 2024, bron: CBS) en heeft een oppervlakte van 16,03 km².
De huidige gemeente is tot stand gekomen bij de gemeentelijke herindeling in 1982. De twee tot dan toe zelfstandige gemeenten Bocholtz en Simpelveld werden toen grotendeels samengevoegd. De gemeente Simpelveld grenst aan de Nederlandse gemeenten Heerlen, Gulpen-Wittem en Voerendaal en aan het Duitse district Aken.
Zij maakt deel uit van het bestuurlijke samenwerkingsverband Parkstad Limburg.

## Kernen
De gemeente Simpelveld telt twee dorpen en dertien buurtschappen en gehuchten.

### Dorpen en gehuchten
Aantal inwoners per woonkern op 1 januari 2009 (1 januari 2023 voor Simpelveld en Bocholtz), gesorteerd op aantal:
* Omvat ook de gehuchten Bosschenhuizen en Molsberg.

### Buurtschappen
Naast deze officiële kernen bevinden zich in de gemeente de volgende buurtschappen (geen wijken): Baaks-Sweijer, Broek, Bulkemsbroek, In de Gaas, Molsberg, Prickart, Vlengendaal, Waalbroek, Zandberg

### Topografie
Topografische gemeentekaart van Simpelveld, per september 2022

## Religie
De gemeente heeft twee kerkdorpen binnen haar grenzen. De kerken in de gemeente zijn de:
- Jacobus de Meerderekerk in Bocholtz
- Sint-Remigiuskerk te Simpelveld

De Jozef Arbeiderkerk te Huls werd in 2018 gesloopt.
Verder bevinden er zich twee kloosters in de gemeente; dat zijn het Loretoklooster met kloosterkerk Maria Boodschap en Huize Damiaan. Hiernaast zijn er meerdere kapellen:
- Lijst van weg- en veldkapellen in Simpelveld.

## Politiek
De gemeenteraad van Simpelveld bestaat uit 15 zetels. Hieronder staat de samenstelling van de gemeenteraad sinds 1998:
| Gemeenteraadszetels | Gemeenteraadszetels | Gemeenteraadszetels | Gemeenteraadszetels | Gemeenteraadszetels | Gemeenteraadszetels | Gemeenteraadszetels | Gemeenteraadszetels |
| Partij              | 1998                | 2002                | 2006                | 2010                | 2014                | 2018                | 2022                |
| ------------------- | ------------------- | ------------------- | ------------------- | ------------------- | ------------------- | ------------------- | ------------------- |
| Samen 1             | -                   | -                   | -                   | -                   | -                   | 2                   | 5                   |
| Burgerbelangen      | 3                   | 3                   | 4                   | 5                   | 5                   | 4                   | 4                   |
| Leefbaar Simpelveld | -                   | 5                   | 4                   | 4                   | 3                   | 3                   | 3                   |
| CDA                 | 5                   | 2                   | 2                   | 2                   | 3                   | 3                   | 2                   |
| Lokaal Actief       | 4                   | 3                   | 3                   | 3                   | 2                   | 3                   | 1                   |
| PvdA                | 1                   | -                   | 2                   | 1                   | 2                   | -                   | -                   |
| Lijst Thewissen     | 1                   | 2                   | -                   | -                   | -                   | -                   | -                   |
| Overigen            | 1                   | -                   | -                   | -                   | -                   | -                   | -                   |
| Totaal              | 15                  | 15                  | 15                  | 15                  | 15                  | 15                  | 15                  |

Zie ook de lijst van burgemeesters van Simpelveld.

## Aangrenzende gemeenten
| Aangrenzende gemeenten | Aangrenzende gemeenten | Aangrenzende gemeenten | Aangrenzende gemeenten | Aangrenzende gemeenten |
| ---------------------- | ---------------------- | ---------------------- | ---------------------- | ---------------------- |
| Voerendaal             |                        |                        |                        | Heerlen                |
|                        |                        |                        |                        |                        |
| Gulpen-Wittem          |                        |                        |                        |                        |
|                        |                        |                        |                        |                        |
|                        |                        |                        |                        | Aken (D)               |

## Monumenten
In de gemeente zijn er een aantal rijksmonumenten en oorlogsmonumenten, zie:
- Lijst van rijksmonumenten in Simpelveld (gemeente)
- Lijst van oorlogsmonumenten in Simpelveld